# USS Drayton (DD-366)
DD 366 Drayton (Корабль соединённых штатов Дрэйтон) — американский эсминец типа «Мэхэн».
Заложен на верфи Bath Iron Works 20 марта 1934 года. Заводской номер 159. Спущен 26 марта 1935 года, вступил в строй 1 сентября 1936 года.
Выведен в резерв 9 октября 1945 года. Из состава ВМС США исключён 24 октября 1945 года.
Продан 20 декабря 1946 года фирме «George N. Nutman, Inc.» в Бруклин и разобран на слом.